# Otus pembaensis
Otus pembaensis là một loài chim trong họ Strigidae.